# Минченков, Станислав Петрович
Станисла́в Петро́вич Минченко́в (род. 8 марта 1945, СССР) — советский футболист, полузащитник.
В 1965—1973 годах играл за «Звезду» Пермь, провёл 318 игр. В 1974—1975 выступал за «Металлург» Магнитогорск, в 1976 — за «Торпедо» Таганрог.